# Yocalla (gemeente)
Yocalla is een gemeente (municipio) in de Boliviaanse provincie Tomás Frías in het departement Potosí. De gemeente telt naar schatting 9.563 inwoners (2018). De hoofdplaats is Yocalla.

## Indeling
De gemeente telt 3 kantons:
- Salinas de Yocalla
- Santa Lucia
- Yocalla